# Diallyltrisulfid
Diallyltrisulfid ist eine Verbindung aus der Gruppe der organischen Trisulfide.

## Vorkommen
Diallyltrisulfid kommt insbesondere in Knoblauchöl vor. Der Gehalt in diesem Öl wurde zu 16,8–33,4 % bestimmt, in einer anderen Studie zu 41,26 %. Auch in Zwiebelöl kommt es vor; der Gehalt wurde in einer Studie zu 22,17 % bestimmt. Der Gehalt im Öl des Weinberglauchs beträgt 2,8–10,5 %. und 16,08 % im Schalottenöl.
Es kommt auch in weiteren Allium-Arten vor, darunter dem Schnittlauch, dem Knoblauch-Schnittlauch, dem Ackerlauch und Allium chinense.
Das ätherische Öl von Adenocalymma alliaceae besteht fast vollständig aus Diallyldisulfid, Diallyltrisulfid und Diallyltetrasulfid.

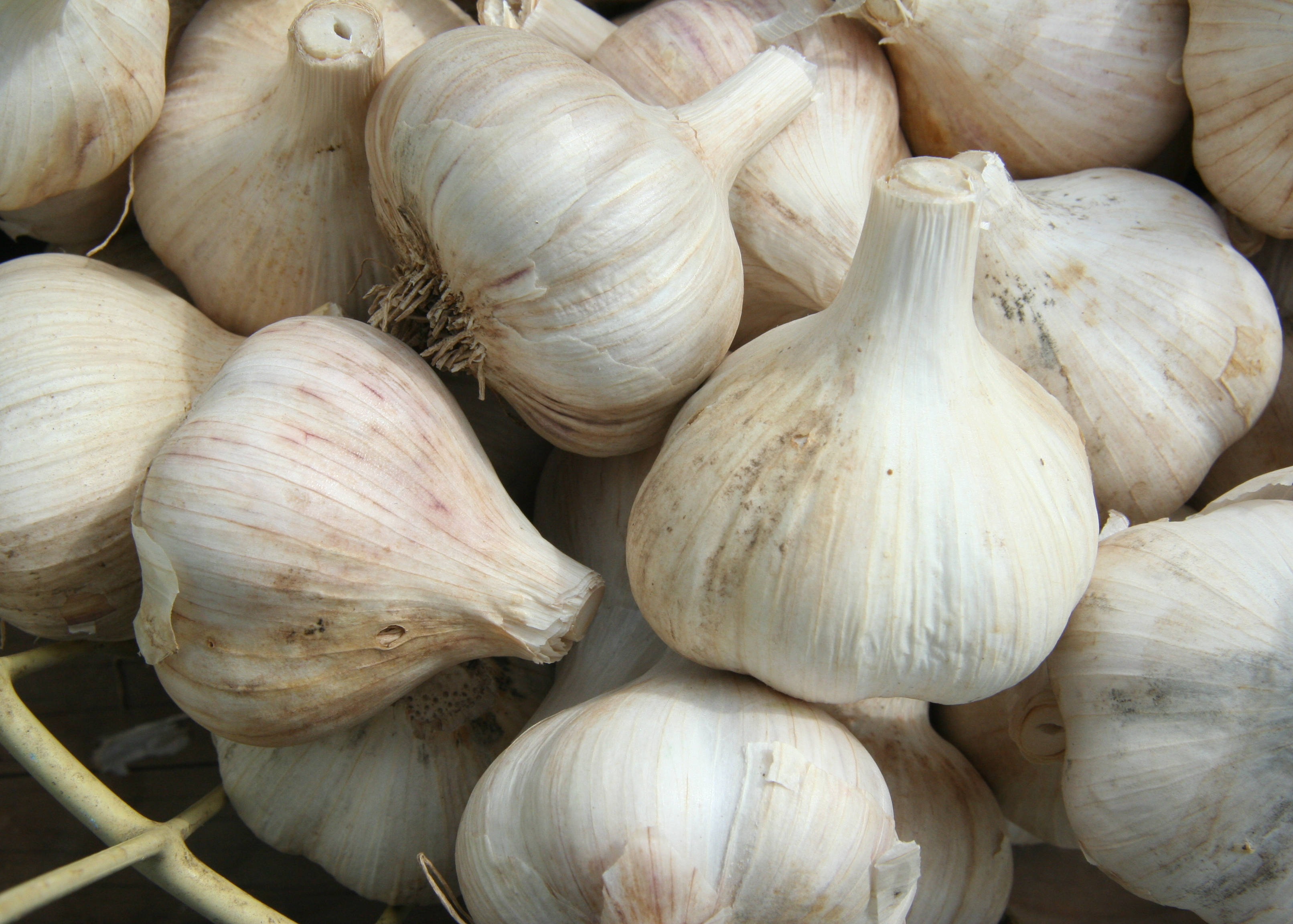
Knoblauch
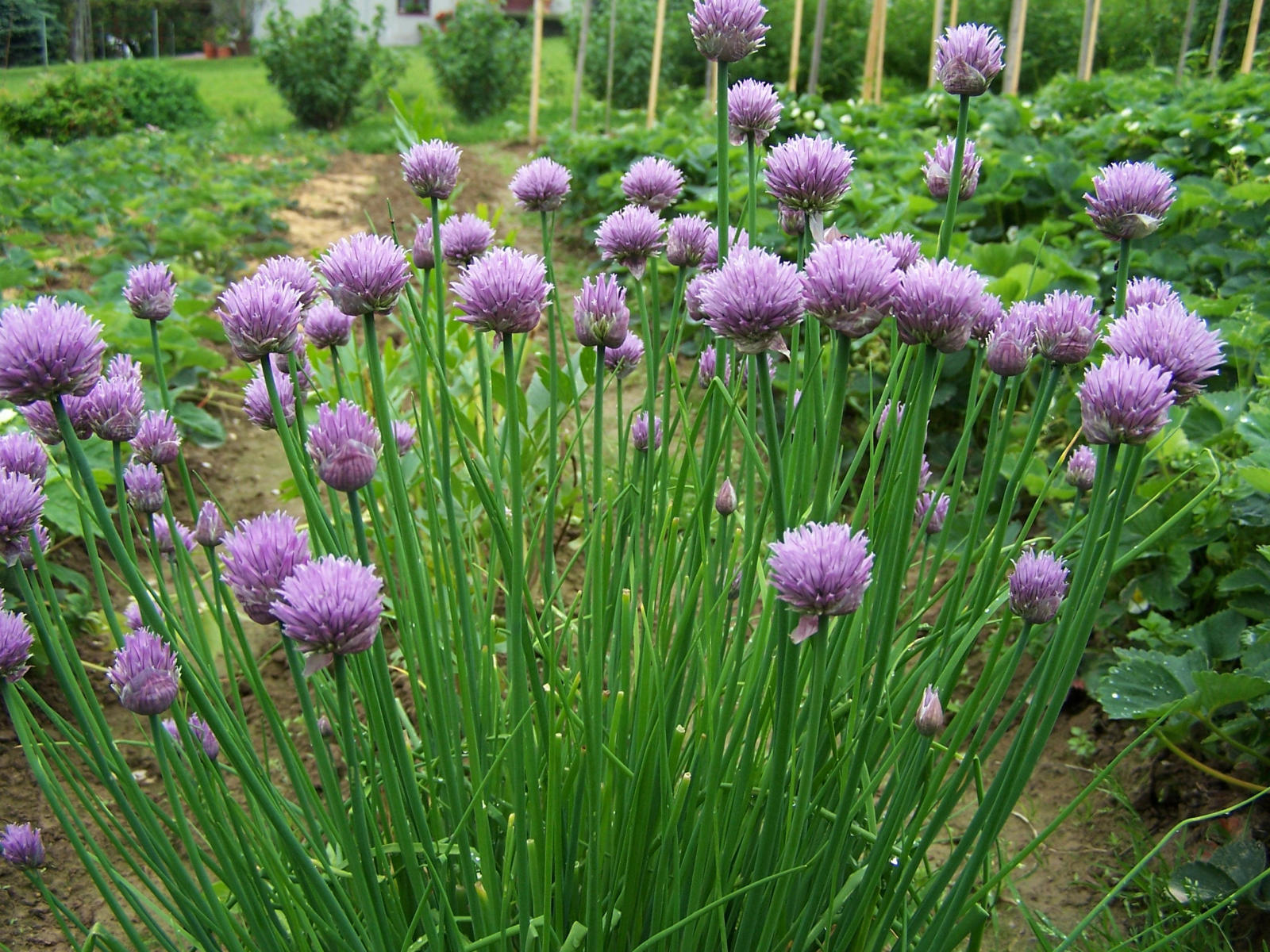
Schnittlauch
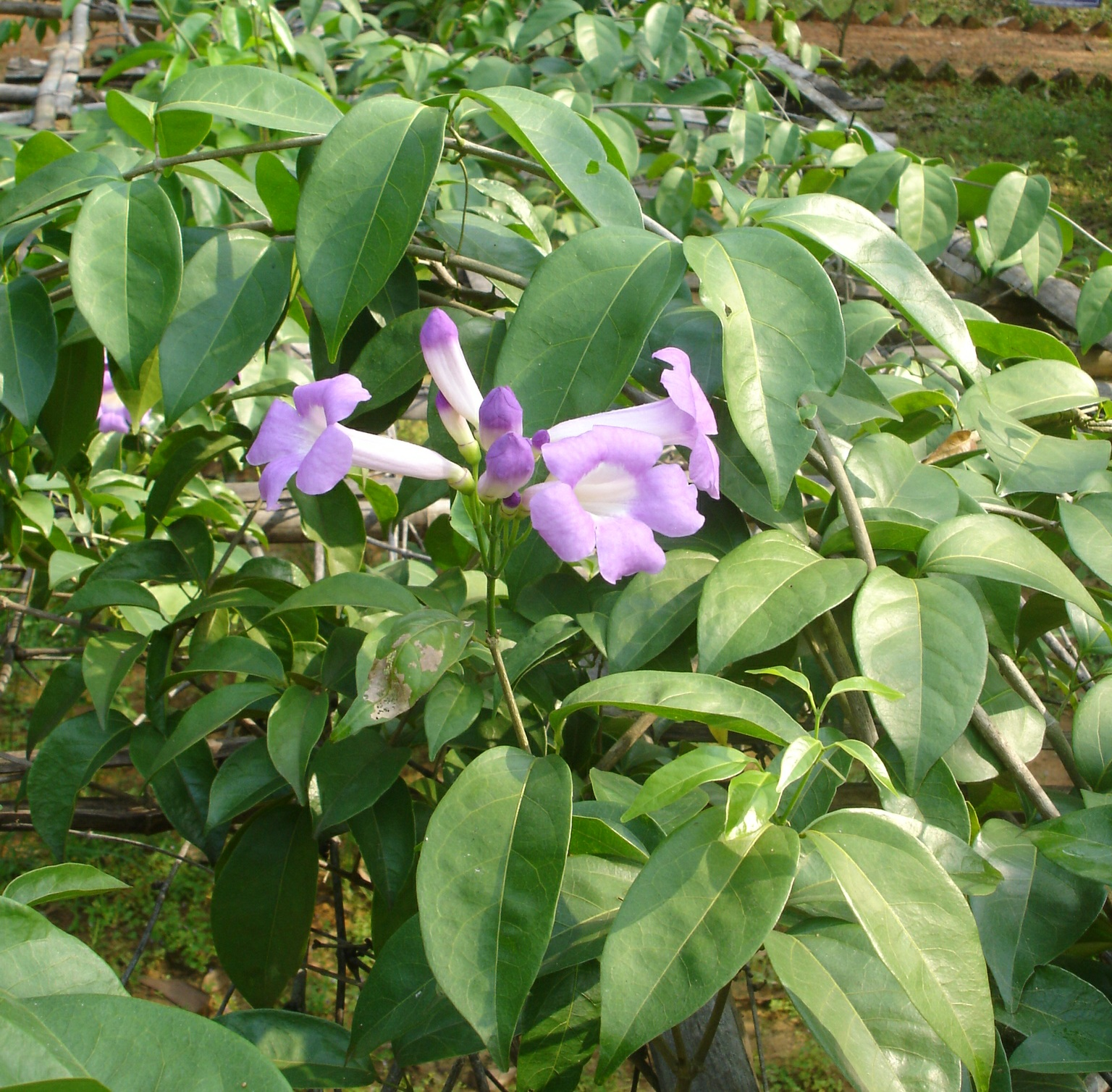
Adenocalymma alliaceae

## Synthese
Umsetzung von Schwefel und Natriumsulfid mit Allylbromid und Tetrabutylammoniumbromid ergibt eine Mischung aus Diallyltrisulfid, Diallyltetrasulfid, Diallylpentasulfid und Diallylhexasulfid, die anschließend getrennt werden kann.

## Eigenschaften
Antibakterielle Eigenschaften, Wirkungen gegen Krebszellen sowie weitere pharmakologische Eigenschaften des Diallyltrisulfids wurden in vielen Studien nachgewiesen.
Diallyltrisulfid wirkt antidiabetisch, durch Bildung von Wasserstoffperoxid hämolytisch und es inhibiert DNA-Polymerasen von Säugetieren.

### Antimikrobielle Eigenschaften
Diallyltetrasulfid wirkt antimikrobiell gegen viele Arten, darunter Helicobacter pylori, Staphylococcus aureus, Flavobacterium columnare, Pseudomonas aeruginosa, Escherichia coli, Klebsiella pneumoniae sowie Campylobacter jejuni, Bacillus cereus, Listeria monocytogenes, Salmonella enterica und Vibrio cholera.
Diallyltetrasulfid wirkt fungizid gegen mehrere Arten von Candida und Aspergillus, darunter Candida utilis.
In mehreren Fällen hat sich ein Zusammenhang zwischen der Länger der Schwefelkette und der antimikrobiellen Wirkung gezeigt, sodass Diallyltetrasulfid eine stärkere Wirkung als Diallyltrisulfid hatte.

### Wirkung gegen Krebs
Diallyltrisulfid interagiert auf vielfältige Weise mit Krebszellen und kann in vielen Fällen deren Apoptose befördern. Zu den Krebsarten, bei denen ein Effekt von Diallyltrisulfid nachgewiesen ist, gehören Prostata-, Darm-, Brust-, Magen-, Lungen- und Hautkrebs sowie Leukämie. In einer Studie führte die regelmäßige Einnahme von Diallyltrisulfid zu einem geringeren Risiko, an Magenkrebs zu erkranken.

## Verwendung
In der EU ist Diallyltrisulfid unter der FL-Nummer 12.009 als Aromastoff für Lebensmittel allgemein zugelassen.
Diallyltrisulfid eignet sich als Insektizid bzw. Insektenabwehrmittel gegen die Getreidemotte (Sitotroga cerealella) (aus der Familie der Palpenmotten).